# Надморські заповідники
Надморські заповідники — колишня природоохоронна територія, що діяла з 1927 по 1933 рік.

## Історія створення
Ідея створення «пташиних заповідників» на узбережжі Чорного та Азовського морів вперше була озвучена в 1919 році. Г. О. Бризгалін пропонував створити в Україні заповідники, аналогічні з американськими «пташиними»  .

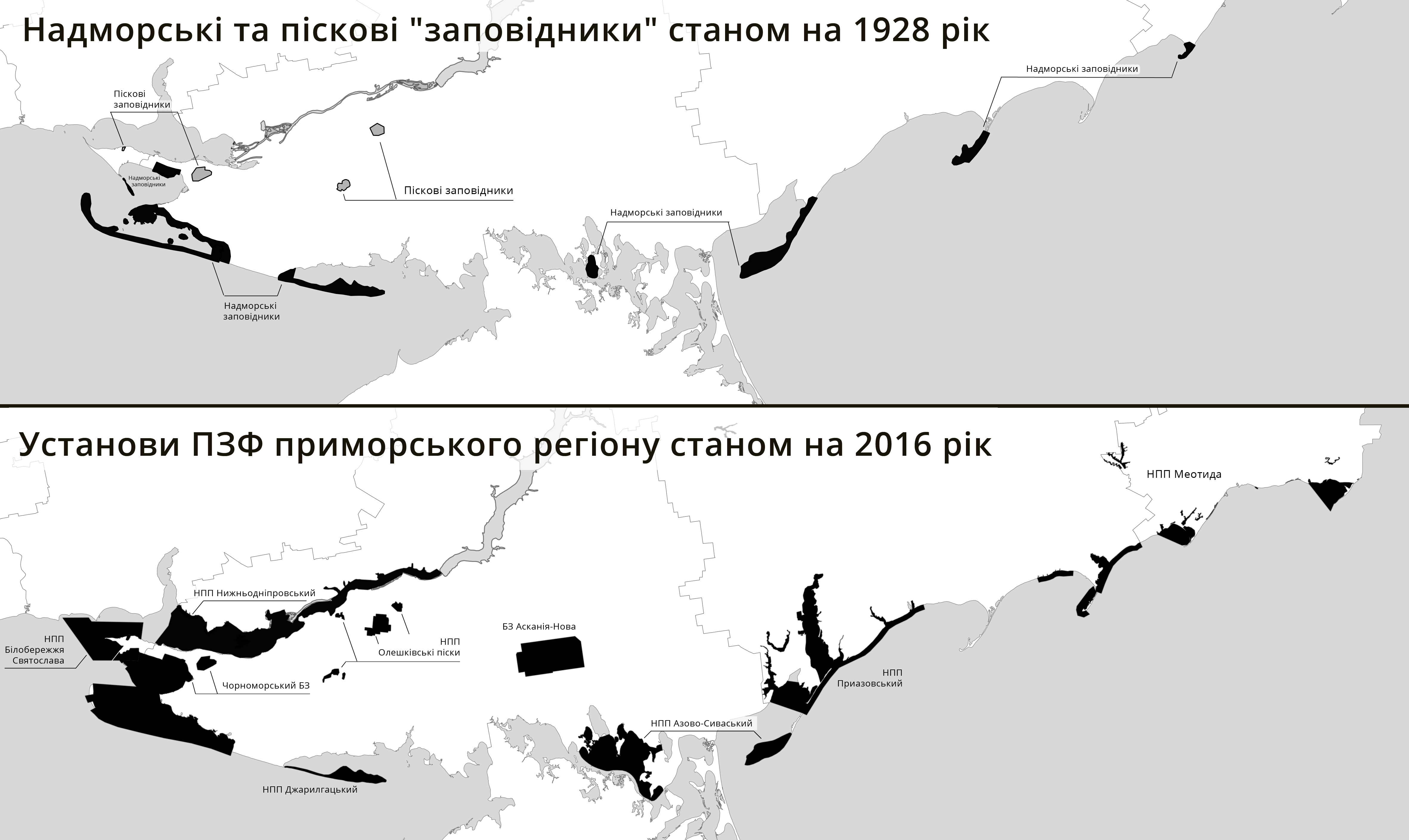
Надморські та Піскові заповідники станом на 1929 рік

 14 липня 1927 року була прийнята Постанова РНК УРСР № 172 «Про утворення надморських заповідників по берегах Чорного i Азовського морів», згідно з якою з метою «охорони природи надбережжя Чорного i Азовського морів, зокрема, фауни птахів від хижацького знищення їх під час перельоту i гніздування» були утворені Надморські заповідники. До складу «заповідників» увійшли острів Чурюк на Сиваші, острів Джарилгач на Чорному морі, Солоноозерна дача на Кінбурнській косі, а також Крива, Білосарайська та Обіточна коси. Загальна площа заповідників охопила близько 32 000 гектарів приморських екосистем узбережжям Чорного та Азовського морів. З цієї причини інколи в літературі замість терміну «Надморські заповідники» використовують термін «Надазовські заповідники», що є юридично неправильно.
Серед лідерів природоохоронного руху 1920-х років створенням Надморських заповідників безпосередньо займались директор Мелітопольського краєзнавчого музею І. Курило-Кримчак, харківський краєвий інспектор охорони пам’яток природи Є. Лавренко, А. Браунер та інші.
Створення Надморських заповідників природоохоронці вважали головною подією в галузі охорони пам’яток природи в 1927 році. Про заповідники було опубліковано низку статей та організовано комплексну експедицію з їх вивчення.
Фактично, Надморські заповідники можна розглядати як окремі відділення одного заповідника. Водночас в літературі 1920—30-х років інколи називають окремі складові «заповідників» самостійними. Наприклад «Заповідник Обиточна коса» , «Заповідник Джарилгач», «Заповідник острів Чурюк»;  тощо. Український комітет охорони пам'яток природи (УКОПП) прагнув створення адміністрацій заповідників та утворення в них служб охорони. Проте фактично цього не було зроблено, хоча і був призначений директор — В. Ткаль. Протягом 1929 року питання Надморських заповідників розглядалось на всіх засіданнях Бюро УКОПП . Назва заповідників вживається у множині. Аналогічно 1928 року було утворено і «Державні піскові заповідники», що охопили низку окремих ділянок піщаних земель у пониззі долини р. Дніпро. 1929 року Піскові заповідники приєднали до Надморських.
Проте власну адміністрацію «заповідників» так і не утворили, з цієї причини до кінця 1932 року Надморські заповідники знаходилися у складі заповідника «Асканія-Нова». З 1 січня 1933 р. від «Асканії-Нова» були відокремлені дві частини, які стали самостійними установами: Чорноморський та Азово-Сиваський державні заповідники. Вже в роки незалежності України, на базі інших частин Надморських заповідників,  були утворені національні природні парки «Джарилгацький» та «Приазовський».

## Історія вивчення
За дорученням Української академії наук у 1927 р. М. Шарлемань очолив експедицію, що вивчала щойно створені Надморські заповідники. У першій екскурсії, що відбулася між 10 та 23 червня 1927 року, окрім Шарлеманя, брав участь позаштатний співробітник Зоологічного музею УАН А. К. Шепе. В другій, що відбулась 3—14 вересня, із вченим їздили А. К. Шепе та О. Ю. Борзаківський. В обох екскурсіях брали також участь наукові робітники заповідника «Чаплі»: завідувач Зоологічного відділу наукової станції О. О. Шумер та ентомолог С. І. Медведєв.
Наприкінці свого звіту про експедицію М. Шарлемань зазначає, що необхідно негайно підсилити охорону заповідників, серед населення околишніх сіл проводити роз'яснювальну роботу про значення охорони природи; увесь район Надморських заповідників детально вивчити з природничого боку як експедиційним шляхом, так і організацією постійної наукової станції у Надморських заповідниках. Також 1928 року територію Надморських заповідників вивчав і Одеський крайовий інспектор з охорони пам’яток природи В. Г. Аверін та орнітологи С. І. Снігіревський, Л. А. Портенко.
Детальний опис окремих частин Наморських заповідників опублікований у 1928 році у збірці «Охорона пам’яток природи на Україні», виданій Українським комітетом охорони пам’яток природи.
1932 року, описуючи цінність тодішніх Державних Надморських заповідників, М. Шарлемань наголосив: «Узбережжям та островами проходять великі шляхи перельоту більшості птахів нашого Союзу. Від охорони цих шляхів-артерій залежить кількість птахів у значній частині Союзу». На території всіх складових Надморських заповідників планувалось спорудження орнітологічних станцій для вивчення перельотів птахів.
1929 року співробітники УВАН М. Шарлемань та А. Лазаренко планували створення повнометражного фільму «Надморські заповідники» та про 3 окремі експедиції на Чорне й Азовське моря в рамках циклу «Культурфільмів ВУФКУ». Очевидно, розроблений Шарлеманем знімальний план не вдалось реалізувати. Натомість є відомості про те, що принаймні один з цих фільмів, а саме про Олешківські піски, був знятий.

## Літературні джерела про Надморські заповідники
1. Аверин В. Г. Белосарайская коса как заказник // Охота и рыболовство. – 1923. – № 3–4.
2. Аверин В. Г. О приморских заповедниках // Бюллетень Полтавского окружного отдела ВУСОР. – 1927. – № 1. – С. 28.
3. Аверін В. Г. Охорона птахів та пташині заповідники на Україні // Охорона памяток природи на Україні, Збірник 1. Харків. – 1928. – С. 4–7.
4. Аверін В. Г. Екскурсія на о. Чурюк // Матеріали охорони природи на Україні. – 1928. – Т. 1. – С. 83–88.
5. Борзаковський Ол. Кіно та краєзнавство // Кіно, 1930. – № 13 (85). – С. 10.
6. Браунер А. А. По приморским и песчаным заповедникам Украины. Поездка на остров Джарылгач // Укр. мисливець та рибалка. – 1929. – № 8. – С. 9–12.
7. Брызгалин Г. А. Птицы – друзья человека. Изд. Харьк. Кред. Союза кооператоров, 1918,. – 136 с.
8. Брызгалин Г. А. Охрана птицъ въ Соединенныхъ Штатахъ Америки // Бюллетени Харьковскаго общества любителей природы. – 1917.  – №1.
9. Васильковский А. П. Перечень участков и отдельных объектов природы, заслуживающих охраны // Краеведение. 1929. – Т. 6. – № 6. – С. 362–378.
10. Жарський Е. Природа України. Підручник для шкіл з українознавства. Нью Йорк, Філядельфія, 1958. – С. 155.
11. Десятова–Шостенко Н., Левін Ф. Ботанічне дослідження чорноморських кіс та островів: Тендера, Джарилгача, Орлова та Довгого // Матеріяли охорони природи на Україні.– Х.: НКЗС, Досвідний відділ, Комісія охорони природи.  –  1928. – Т.1. – С.3.
12. Костюченко А. Даешь заповедник! // Укр. охотник и рыболов. – 1925. – № 7. – С. 15–16.
13. Костюченко А. Ещё об Обиточенской косе // Укр. охотник и рыболов. – 1926. – № 7. – С.7–8
14. Костюченко А. Заказник Обиточенская коса // Укр. охотник и рыболов. – 1926. – № 10.
15. Костюченко А. Зимующие птицы государственного приморсткого заповедника «Обиточенская коса» // Укр. мисливець та рибалка. 1930.  – №2–3. – С.16–18.
16. Котов М. Новые заповедники  на Украине // Природа, 1937. – №8. – 106–108.
17. Котов М. И. Геоботанический очерк  о–ва Чурюк–Туба в Сиваше // Журн. Русск. бот. о–ва. – Х., 1930. – Т.15,  №1–2. – С.43–46.
18. Котов М. І. Рослинність цілини на півострові Чонгарі (Надсивашшя) // Журн. ін–тут. бот. ВУАН. – К. 1934. – Т.3, №11. – С. 102–105
19. Курило–Кримчак А. П. Кілька слів про надморські заповідники Мелітопольщини // Укр. мисливець та рибака. – 1929. –№ 11–12. – С.39–41.
20. Курило–Кримчак А. Ще раз про потребу охорони держзаповідника «Обіточненська коса» // Укр. мисливець та рибака, 1930. – №4. – С.14.
21. Курило–Кримчак А. Заповідники чи радгоспи? // Укр. мисливець та рибалка. – 1930. – № 7–8. – С. 20–22.
22. Курило–Кримчак А. Про охорону заповідника «Обіточна коса» // Укр. мисливець та рибалка, 1930. – № 4. – С. 14–15.
23. Курило–Кримчак А. П. Мелітопольщина в екскурсіях. – Мелітополь, 1931. −25 с.
24. Курило–Кримчак А. Охорона природи  й заповідники Мелітопільщини //  Укр. мисливець та рибалка, – 1932. – №1–2. – С.14–18.
25. Курило–Кримчак А. Обіточенська коса //  Укр. мисливець та рибалка, – 1932. – №5–6. – С.7–8.
26. Левіна Ф., Шалит М. Про рослинність островів Чурюк та Чурюк–Тюб на Сиваші Мелітопольськ. окр. // Охорона пам'яток природи на Україні. – Х.: 1927. – № 1. – С.3–23.
27. Лавренко Є. Цілинні степи України і потреба їхньої охорони // Вісти ВУ ВЦВК, 1927. – № 8 (1898), 11 січня. – С. 5.
28. Лавренко Є. Охорона природи на Україні // Вісник природознавства, 1927. №3–4. с. 164–180.
29. Лавренко Є. Рослінність цілінних степів України та їх охорона // Краєзнавство, 1928.  № 6–10.
30. Лавренко Є. Організація піскових заповідників в районі Дніпрового низу // Вісник природознавства, 1928. №5–6. с. 310.
31. Лавренко Є., Порецький А. Рослинність Челбаського і Іванівського масивів та Кинбурнської коси Нижнєдніпровських пісків // Матеріали охорони природи на Україні. – 1928. – 1. – С.127–177.
32. Надморські заповідники // Вісник природознавства. – 1928. – №:1. – С. 53.
33. Наукова хроніка // Вісник природознавства, 1927. – № 3–4. – С.208.
34. Німецький з'їзд у справі охорони природи // Вісник природознавства, 1927. – №2. – С.120.
35. Медведев С. И. О распространении насекомых в Южном Заднепровье. Предварительное сообщение // Вісті державного степового заповідника «Чаплі (к.Асканія–Нова), 1929. – Т. 7. – С. 5–27.
36. Пасько I. Я. Природні багатства заповідника // Зб. наук. пр. Азово–Сивашських заповідників. – 1936. – С.14–30.
37. По кінофабриках світу // Кіно. – 1929. – № 5 (53). – С.14–15.
38. Положення про  державні надморські заповідники У.С.Р.Р.// Матеріали охорони природи України. – 1927. – Вип. 1. – С.183–185.
39. Попович Ф. Я. Рослинність коси Обіточної північного узбережжя Азовського моря // Зб. наук. пр. Азово–Сивашських заповідників. – 1936. –  С. 33–102.
40. Порецкий А. С. К характеристике растительности песчаных островов Черного моря (О–ва Долгий и Круглый) // Изв. Главн. бот. сада СССР. – Л., 1929. – т. 29. – Вып. 3–4. – С. 28–47.
41. Портенко Л. А. Материалы по организации птичьих заповедников на Сиваше в Черном море. Поездка на Чурюк // Укр. охотник и рыболов. – 1925. – №2. – С.20–23.
42. Портенко Л. А. Организация птичьего заповедника на острове Джарылгач // Укр. охотник и рыболов. – 1925. – № 9. – С. 24–27.
43. Постанова РНК УССР про утворення надморських заповідників на берегах Чорного і Азовського морів // Матеріали охорони природи України. – 1927. – Вип. 1. – С.179–181.
44. Постанова РНК УСРР "Про утворення пісчаних заповідників в районі Дніпрового низу" // Охорона пам'яток природи на Україні. – 1928. –  Збірник 2. – С.120
45. Проектований Державний пісковий заповідник Дніпровського низу // Охорона пам’яток  природи на Україні. Збірник 2.– 1928. – С. 1–10.
46. Прянишников О. Ботанічна екскурсія на косу (острів) Тендер // Матеріали охорони природи України. – 1927. – Вип. 1. – С.75–83.
47. Соколов В. Доклад о работах по орнитологии в Государственнои степном заповеднике // Известия Государственного степного заповедника "Чапли (б. Аскания–Нова). – 1926. – Т.MV. – C.99.
48. Тихий М. Справа охорони природи на Україні // Рад. освіта. – 1928. – № 3. – С. 70–78.
49. Утворення Надморських заповідників // Вісник природознавства. – 1927. – №2. – С.119.
50. Фортунатов Б. Приморські заповідники // Вісті ВУЦВК. – Харків, 1926. – № 278, 2 грудня.
51. Фортунатов Б. Приморские заповедники // Охотник. – Москва, 1928. – № 3. – С. 9–10.
52. Фортунатов Б. Піщано–тирсовий степ // Укр. мисливець та рибалка. – 1930.  – № 11–12. – С. 18–22.
53. Фортунатов Б. Волки в днепровских песках // Укр. мисливець та рибалка. 1930.  – №8–9. – С.24–26.
54. Фортунатов Б. Буркути // Укр. мисливець та рибалка. – 1931. – № 1. – С. 9–13.
55. Шалит М. Заповідники та пам’ятки природи України. – Харків, 1932. – 76 с.
56. Шарлемань, М. Охорона природи // Україна: Науковий Двохмісячник Українознавства. Кн.5 / Під ред. акад. Михайла Грушевського. – Київ, 1927. – С. 129–131.
57. Шарлемань, М. Охорона природи на Україні // Пролетарська правда. – 1927. – 17 листопада, №:262 (1875).
58. Шарлемань, М. Київська Краєва інспектура охорони пам’ятників природи // Вісник природознавства. – 1928. – №:1. – С. 52.
59. Шарлемань М. По заповідниках півдня України // Охорона природи на Україні – Харків, 1928. – С. 15.
60. Шарлемань, М. Охорона природи // Україна: Науковий Двохмісячник Українознавства / Під ред. акад. Михайла Грушевського. – Київ, 1928. С. 131–132.
61. Шарлемань, М. Дещо про надморські заповідники // Український мисливець та рибалка. – 1929. – №:2/3. – С. 9–11.
62. Шарлемань М. Матеріали до орнітофауни острова Джарилгача на Чорному морі (разом із О.Шуммером) //Збірн праць Зоол.муз. – 1930.  –№8.  – С.99–117.
63. Шарлемань М. Дещо про надморські заповідники // Вісник природознавства. – 1931. – № 1/2. – С. 65–66.
64. Шарлемань М. Охорона природи та збирання відомостей про тварин «пам’ятки природи» // Вивчаймо  природу краю. Збірник статей про методи вивчання природи та збирання колекцій. Київ, 1932. – С.105–112.
65. Шарлемань М. Блокнот натураліста // Біологію в маси. – 1937. – №:2. – С. 55–60.
66. Шарлемань М. Охорона природи в УРСР / Научная статья «Краткая история исследований фауны наземных позвоночных УССР», 1940, автор Н.В.Шарлемань // ІА НБУ. – Ф.258. – Оп.2.. – №48. – Арк.15–34.
67. Шуммер А. О Черноморском заповеднике // Тp. 1–го Всесоюз. съезда по охране природы в СССР. – М., 1935. – 389 с.

## Додатково
1. Джарилгач (заповідник)
2. Піскові заповідники
3. Чорноморський біосферний заповідник
4. Джарилгацький національний природний парк
5. Азово-Сиваський національний природний парк
6. Національний природний парк Меотида
7. Приазовський національний природний парк